# Juwencja
Juwencja – imię żeńskie pochodzenia łacińskiego; żeński odpowiednik imienia Juwencjusz. Utworzone od imienia bogini Iuventus, będącej personifikacją młodości, przy pomocy przyrostka oznaczającego przynależność lub poświęcenie. Imię oznacza zatem "poświęcona bogini Iuventus, należąca do bogini".
Juwencja imieniny obchodzi:
- 8 lutego, jako wspomnienie św. Juwencjusza, biskupa Pawii
- 1 czerwca, jako wspomnienie św. Juwencjusza, męczennika rzymskiego